# Ivan Tsikhan
Ivan Tsikhan (en biélorusse : Іван Ціхан / Ivan Cichan ; russifié en Ivan Ghrighor'ievitch Tikhon), né le 24 juillet 1976 à Slonim (Biélorussie), est un athlète biélorusse spécialiste du lancer du marteau.

## Biographie
Il est le 2e meilleur performeur de tous les temps de la discipline avec un jet à 86,73 m à seulement un centimètre du record du monde détenu par Yuriy Sedykh. Coïncidence, il lui a manqué là aussi un centimètre pour monter sur le podium des Jeux olympiques de Sydney en 2000. En effet il se trouva à égalité avec le 3e, Igor Astapkovich mais fut départagé aux essais.
Lors des Jeux de Pékin, il prend la médaille de bronze du concours, mais en septembre 2008, l'agence de presse russe Allsport révèle qu'il a été contrôlé positif à la testostérone à cette occasion, tout comme son compatriote Vadim Devyatovskiy, qui avait lui terminé deuxième.
Peu avant des Jeux olympiques de Londres, il est à nouveau écarté des compétitions par l'IAAF. En décembre 2012, le CIO le disqualifie rétroactivement pour sa médaille d'argent à Athènes (ses échantillons ont été réexaminés et ont été conformes).
Le 27 avril 2014, l'IAAF annonce que tous ses résultats compris entre le 22 août 2004 et le 21 août 2006 sont annulés, y compris sa médaille d'argent aux Jeux olympiques de 2004 et sa médaille d'or aux Championnats du monde de 2005.
Il reprend la compétition, après sa suspension, à 39 ans en 2015 et lance le marteau à 77,46 m à Yerino le 24 juillet 2015, ce qui le qualifie pour les Championnats du monde à Pékin.
En août 2016, Ivan Tsikhan devient vice-champion olympique à l'occasion des Jeux olympiques de Rio avec un jet à 77,79 m.

## Palmarès
| Date | Compétition                | Lieu           | Résultat | Marque  |
| ---- | -------------------------- | -------------- | -------- | ------- |
| 1997 | Championnats du monde      | Athènes        | —        | NM      |
| 2000 | Jeux olympiques            | Sydney         | 4e       | 79,17 m |
| 2003 | Universiade                | Daegu          | 1er      | 82,77 m |
| 2003 | Championnats du monde      | Paris          | 1er      | 83,05 m |
| 2003 | Finale mondiale            | Monaco         | 3e       | 80,84 m |
| 2004 | Jeux olympiques            | Athènes        | —        | DQ      |
| 2004 | Finale mondiale            | Monaco         | —        | DQ      |
| 2005 | Championnats du monde      | Helsinki       | —        | DQ      |
| 2005 | Finale mondiale            | Monaco         | —        | DQ      |
| 2006 | Championnats d'Europe      | Göteborg       | —        | DQ      |
| 2006 | Finale mondiale            | Stuttgart      | 2e       | 81,12 m |
| 2006 | Coupe du monde des nations | Athènes        | 2e       | 80,00 m |
| 2007 | Championnats du monde      | Osaka          | 1er      | 83,63 m |
| 2007 | Finale mondiale            | Stuttgart      | 1er      | 82,05 m |
| 2008 | Jeux olympiques            | Pékin          | 3e       | 81,51 m |
| 2016 | Championnats d'Europe      | Amsterdam      | 2e       | 78,84 m |
| 2016 | Jeux olympiques            | Rio de Janeiro | 2e       | 77,79 m |
| 2018 | Championnats d'Europe      | Berlin         | 5e       | 75,79 m |

## Records
| Épreuve           | Marque  | Lieu   | Date           |
| ----------------- | ------- | ------ | -------------- |
| Lancer du marteau | 84,51 m | Grodno | 9 juillet 2008 |